# Ornithopodium coriandrinum
Ornithopodium coriandrinum là một loài thực vật có hoa trong họ Đậu. Loài này được (Hochst. & Steud.) Kuntze mô tả khoa học đầu tiên năm 1891.